# Reichhalms
Reichhalms ist eine Ortschaft und eine Katastralgemeinde der Gemeinde Pölla im Bezirk Zwettl in Niederösterreich.

## Geschichte
Laut Adressbuch von Österreich waren im Jahr 1938 in Reichhalms ein Binder, ein Gastwirt, ein Gemischtwarenhändler und zwei Zementwarenerzeuger ansässig.

## Siedlungsentwicklung
Zum Jahreswechsel 1979/1980 befanden sich in der Katastralgemeinde Reichhalms insgesamt 20 Bauflächen mit 8.153 m² und 11 Gärten auf 23.691 m², 1989/1990 gab es 18 Bauflächen. 1999/2000 war die Zahl der Bauflächen auf 48 angewachsen und 2009/2010 bestanden 24 Gebäude auf 48 Bauflächen.

## Bodennutzung
Die Katastralgemeinde ist überwiegend forstwirtschaftlich geprägt. 82 Hektar wurden zum Jahreswechsel 1979/1980 landwirtschaftlich genutzt und 111 Hektar waren forstwirtschaftlich geführte Waldflächen. 1999/2000 wurde auf 76 Hektar Landwirtschaft betrieben und 115 Hektar waren als forstwirtschaftlich genutzte Flächen ausgewiesen. Ende 2018 waren 70 Hektar als landwirtschaftliche Flächen genutzt und Forstwirtschaft wurde auf 117 Hektar betrieben. Die durchschnittliche Bodenklimazahl von Reichhalms beträgt 29,4 (Stand 2010).